# Dombeya pilosa
Espèce
Classification phylogénétique
Dombeya pilosa est une espèce de la famille des Sterculiacées endémique de l'île de La Réunion, département d'outre-mer français de l'océan Indien. L'espèce est connue sous le nom de mahot blanc, mais d'autres espèces voisines partagent cette même appellation.